# 佐伯誾
佐伯 誾（さえき ぎん、1860年9月27日（万延元年8月13日） - 1904年（明治37年）5月15日）は、日本の海軍軍人。
最終階級は海軍大佐。日露戦争中の明治37年5月15日に吉野艦長として沈没時に戦死。

## 経歴
- 海軍兵学校8期卒業[2]
- 1901年（明治34年）4月1日 - 済遠艦長 就任
- 1902年（明治35年）1月28日 - 済遠艦長 退任、須磨艦長 就任
  - 4月22日 - 須磨艦長 退任、明石艦長 就任
  - 10月6日 - 大佐進級[2]
  - 10月25日 - 明石艦長 退任、笠置艦長 就任
- 1903年（明治36年）4月12日 - 笠置艦長 退任、吉野艦長 就任
- 1904年（明治37年）5月15日 - 一等巡洋艦春日との衝突事故で吉野が沈没。艦と運命を共にして戦死（享年45[2]）。

## 栄典・授章・授賞
位階
- 1885年（明治18年）9月16日 - 正八位[3]
- 1890年（明治23年）1月17日 - 従七位[4]
- 1891年（明治24年）12月16日 - 正七位[5]
- 1896年（明治29年）12月21日 - 従六位[6]
- 1898年（明治31年）3月8日 – 正六位[7]
- 1902年（明治35年）12月25日 - 従五位[8]
- 1904年（明治37年）5月15日 - 正五位[9]

勲章等
- 1895年（明治28年）
  - 5月15日 - 勲六等瑞宝章[10]
  - 10月19日 - 単光旭日章・功五級金鵄勲章[11]
  - 11月18日 - 明治二十七八年従軍記章[12]
- 1898年（明治31年）11月24日 - 勲五等瑞宝章[13]
- 1901年（明治34年）12月28日 - 勲四等瑞宝章[14]
- 1902年（明治35年）5月10日 - 明治三十三年従軍記章[15]
- 1904年（明治37年）5月15日 - 勲三等旭日中綬章・功四級金鵄勲章[16]
- 1905年（明治38年）4月24日 - 靖国神社合祀[17]
- 1906年（明治39年）4月1日 - 明治三十七八年従軍記章[18]